# Kokcydiozy
Kokcydiozy – wspólna nazwa chorób pasożytniczych zwierząt (bydła, drobiu, królików, gołębi). Kokcydiozy występują w postaci jelitowej i wątrobowej. Są wywoływane przez kokcydia – pasożyty bytujące w nabłonku jelit. Kokcydiozy nasilają się w złych warunkach hodowlanych lub w przemysłowej hodowli zwierząt. Czynnikiem chorobotwórczym są pierwotniaki należące do rzędu Coccidia, rodzaju Eimeria.
Wydzielane są następujące jednostki chorobowe:
- kokcydioza bydła (coccidiosis bovum)
- kokcydioza królików
- kokcydioza owiec i kóz (coccidiosis ovium et caporum)
- kokcydioza psów (coccidiosis canum)
- kokcydioza kotów (cocidiosis felium)
- kokcydioza indyków
- kokcydioza gęsi
- kokcydioza kaczek